# ماتانشيري
ماتانشيري (بالإنجليزية: Mattancherry)‏ ماتانشيري هي منطقة محلية في مدينة كوتشي ، في الهند. هي على بعد حوالى 9 كم جنوب غرب من وسط المدينة.

## الجغرافيا
تقع جنب مدينة كوتشي

## التاريخ
تاريخيها جزء من تاريخ كوتشي.
ماتانشيري هي موطن كنوز باراديسي، وفيها أقدم كنيس يهودي في الهند، وفيها متحف ماتانشيري بالاس، معبد ماتانشيري باثايانور الملكي ومعبد بالارياكاففو، رام ماندير، معبد جود ساراسوات براهمين ساماج، بما في ذلك معبد جوسريبورام تيرومالا ديفاسووم ومعبد جين (المعروف باسم ماهاجانوادي للسكان المحليين) والمساجد.

## معرض صور

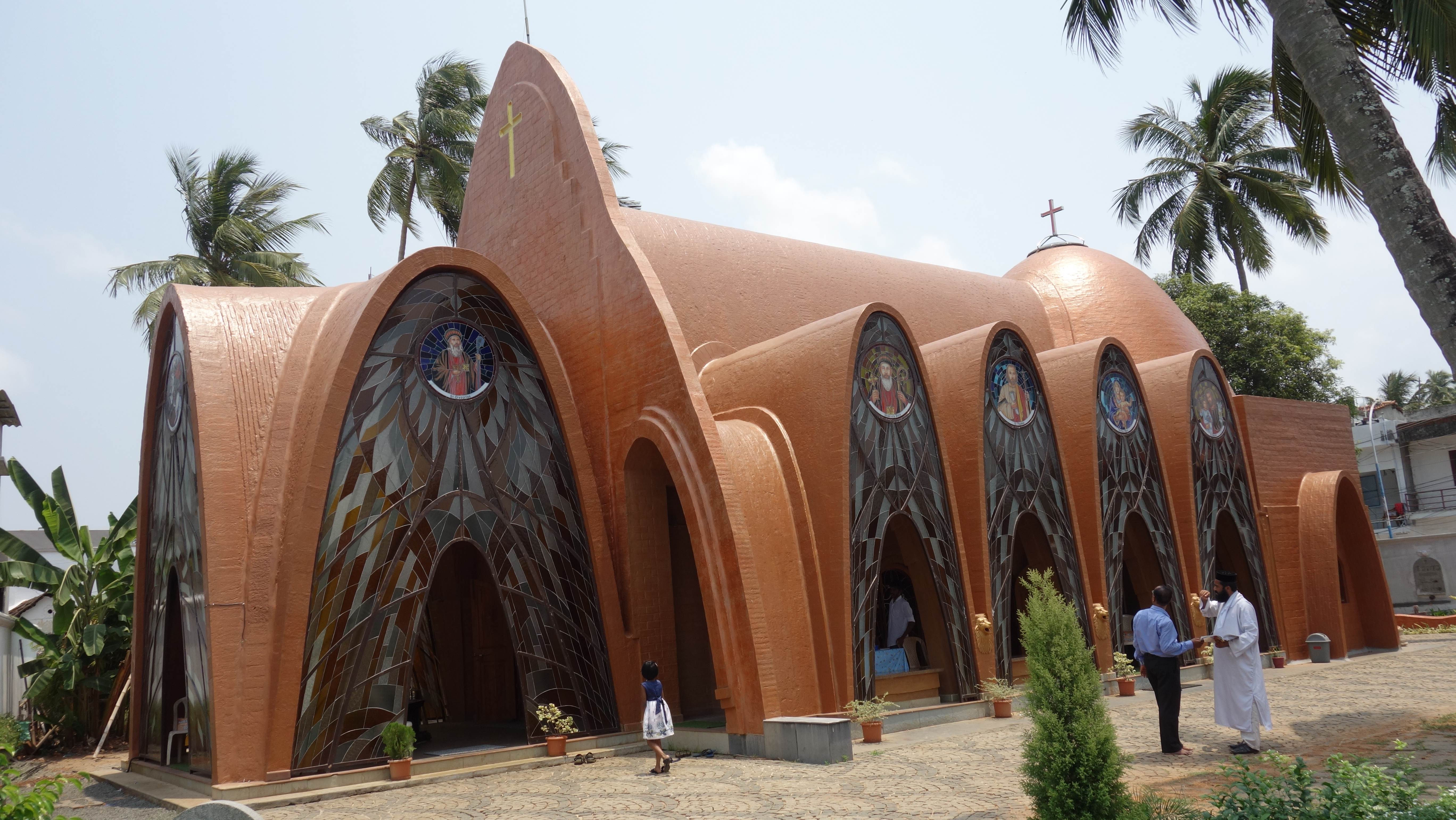
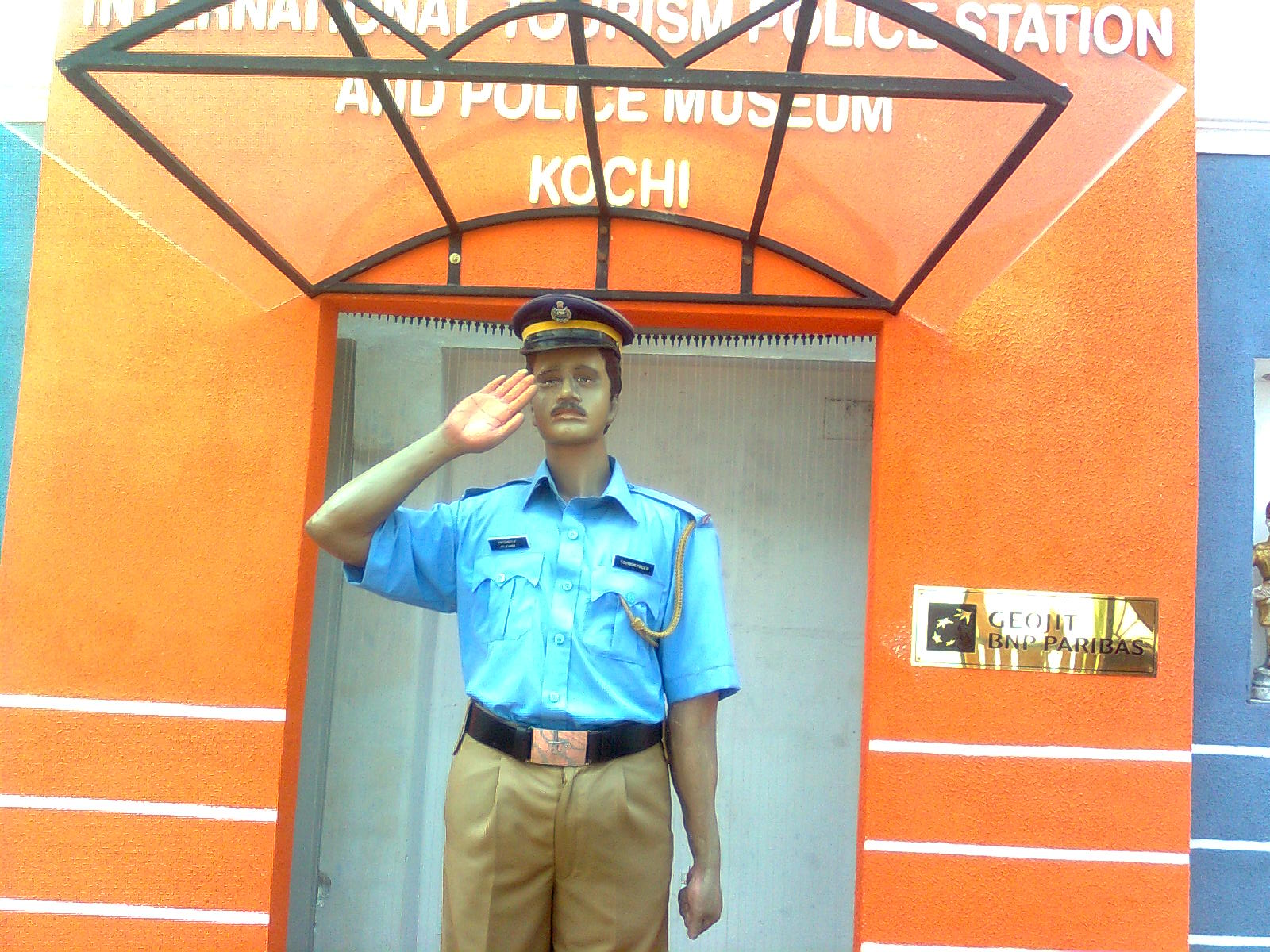
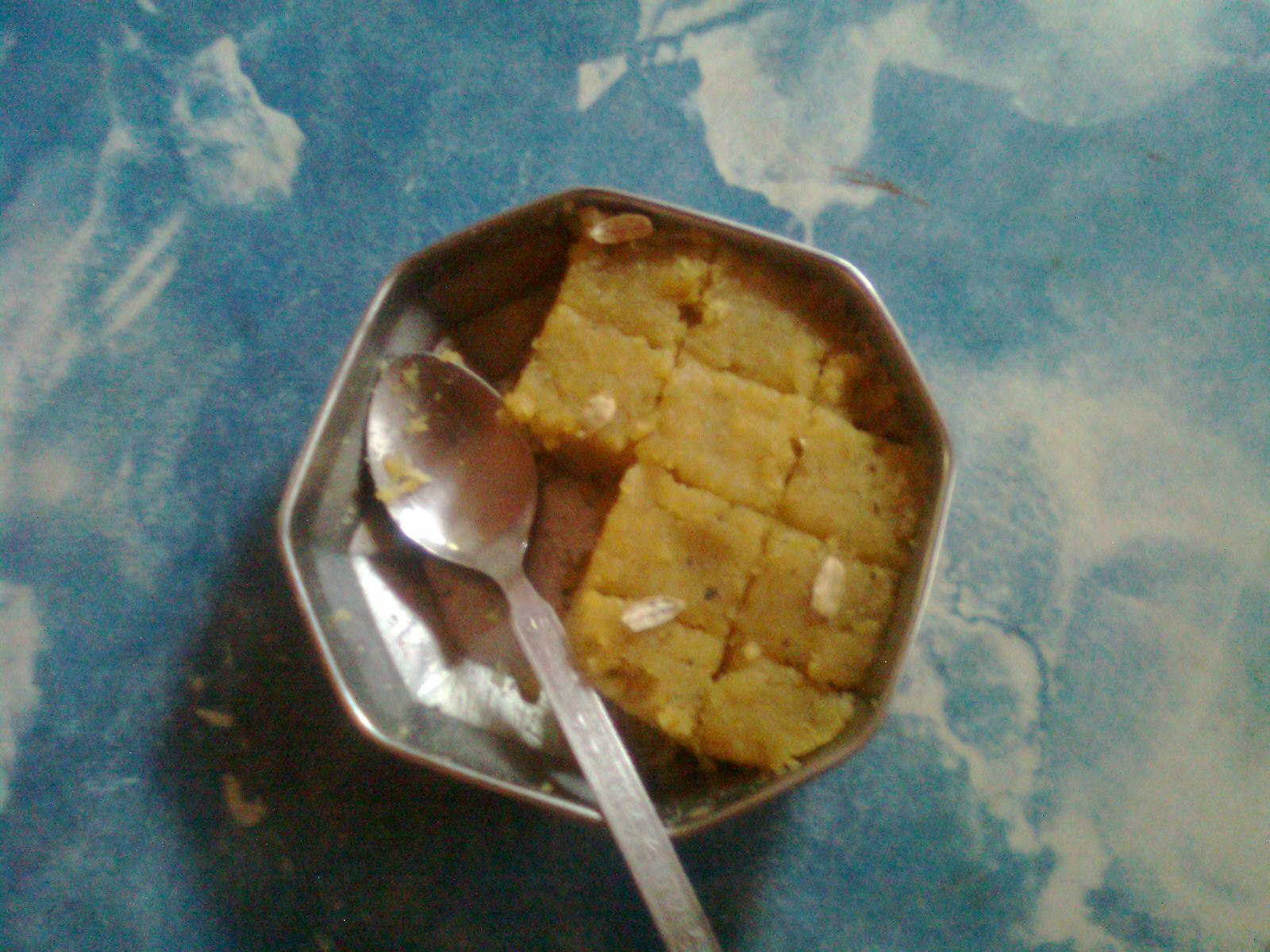